# Matthew Wilson
Matthew Wilson (Cockermouth, 1987. január 29. –) brit autóversenyző, jelenleg a Stobart M-Sport Ford versenyzője a rali-világbajnokságon. Édesapja, Malcolm Wilson szintén sikeres autóversenyző volt, jelenleg a Ford gyár sportigazgatója.

## Pályafutása

### Stobart Ford: (2006 - 2011)
2006-ban a Stobart Ford csapatnál teljesítette első teljes rali-világbajnoki évét. A szezon összes futamán célba ért és az Argentin ralin elért nyolcadik helyével megszerezte pályafutása első világbajnoki pontját. Szintén Argentínában érte el első szakaszgyőzelmét, új rekordot állítva fel a rali-világbajnokság történelmében, mint a valaha volt legfiatalabb szakasz győztes. Ezt a rekordot 2008-ban döntötte meg a norvég Andreas Mikkelsen.
A 2007-es szezon volt a második év Malcolm Wilson  ötéves  tervében, melyet Matthewnak szánt. Ez évben Matthew csapattársai a finn Jari-Matti Latvala és a norvég Henning Solberg voltak. A gyártók versenyében csak két versenyzőt lehet pontszerzőnek nevezni, így Wilson a csapat tagja volt de csak az egyéni versenyben volt érdekelt. Az év négy futamán végzett pontszerző helyen, és az így gyűjtött tizenegy pontjával a tizenegyedik helyen zárta az összetett értékelést.
A 2008-as évben tovább javított eddigi eredményein. Ezúttal hat versenyen ért be pontszerzőként, és tizenöt ponttal a tizedik helyen zárta a bajnokságot.

## Teljes rali-világbajnoki eredménylistája
| Év   | Csapat                             | Autó                 | 1      | 2      | 3      | 4      | 5      | 6      | 7      | 8      | 9      | 10     | 11     | 12     | 13     | 14     | 15     | 16     | Helyezés | Pont |
| ---- | ---------------------------------- | -------------------- | ------ | ------ | ------ | ------ | ------ | ------ | ------ | ------ | ------ | ------ | ------ | ------ | ------ | ------ | ------ | ------ | -------- | ---- |
| 2004 | M-Sport                            | Ford Focus WRC       | MON    | SWE    | MEX    | NZL    | CYP    | GRE    | TUR    | ARG    | FIN    | GER    | JPN    | GBR 13 | ITA    | FRA    | ESP    | AUS    | -        | 0    |
| 2005 | Eddie Stobart Motorsport           | Ford Focus WRC       | MON    | SWE    | MEX    | NZL    | ITA    | CYP    | TUR    | GRE    | ARG    | FIN    | GER    | GBR 15 | JPN    | FRA    | ESP    | AUS    | -        | 0    |
| 2006 | Stobart VK M-Sport Ford Rally Team | Ford Focus RS WRC 04 | MON 15 | SWE 14 | MEX 16 | ESP 15 | FRA 16 | ARG 8  | ITA 34 | GRE 10 | GER 12 | FIN 10 |        | CYP 10 | TUR 12 |        |        |        | 28       | 1    |
| 2006 | Stobart VK M-Sport Ford Rally Team | Ford Focus RS WRC 06 |        |        |        |        |        |        |        |        |        |        | JPN 40 |        |        | AUS 27 | NZL 13 | GBR 12 | 28       | 1    |
| 2007 | Stobart M-Sport Ford Rally Team    | Ford Focus RS WRC 06 | MON 12 | SWE Ki | NOR 26 | MEX 8  | POR 12 | ARG 30 | ITA 12 | GRE 10 | FIN 10 | GER 9  | NZL 10 | ESP 11 | FRA Ki | JPN 4  | IRE 7  | GBR 6  | 11       | 11   |
| 2008 | Stobart VK M-Sport Ford Rally Team | Ford Focus RS WRC 07 | MON 10 | SWE Ki | MEX 6  | ARG Ki | JOR 5  | ITA 12 | GRE 6  | TUR 7  | FIN 9  | GER 12 | NZL 17 | ESP 9  | FRA 8  | JPN 7  | GBR 9  |        | 10       | 15   |
| 2009 | Stobart VK M-Sport Ford Rally Team | Ford Focus RS WRC 08 | IRE 7  | NOR 7  | CYP 5  | POR Ki | ARG 5  | ITA 6  | GRE 14 | POL 5  | FIN 8  | AUS 6  | ESP 7  | GBR 6  |        |        |        |        | 7.       | 28   |
| 2010 | Stobart VK M-Sport Ford Rally Team | Ford Focus RS WRC 08 | SWE 7  | MEX 16 | JOR 5  | TUR 7  | NZL 6  | POR 6  | BUL 9  | FIN 6  | DEU 6  | JPN 22 | FRA 8  | ESP 6  | GBR 7  |        |        |        | 7.       | 74   |
| 2011 | Stobart M-Sport Ford Rally Team    | Ford Fiesta RS WRC   | SWE 9  | MEX Ki | POR 5  | JOR 5  | ITA 9  | ARG 8  | GRE 6  | FIN 8  | DEU 11 | AUS 4  | FRA 10 | ESP Ki | GBR 5  |        |        |        | 7.       | 63   |
| 2012 | Go Fast Energy                     | Ford Fiesta RS WRC   | MON 11 | SWE    | MEX    | POR    | ARG    | GRE    | NZL    | FIN    | DEU    |        |        |        |        |        |        |        | 25.      | 4    |
| 2012 | M-Sport Ford                       | Ford Fiesta RS WRC   |        |        |        |        |        |        |        |        |        | GBR 8  | FRA    | ITA    | ESP    |        |        |        | 25.      | 4    |
| 2013 | Qatar World Rally Team             | Ford Fiesta RS WRC   | MON    | SWE 27 | MEX    | POR    | ARG    | GRE    | ITA    | FIN    | DEU    | AUS    | FRA    | ESP    | GBR    |        |        |        | NK       | 0    |
| 2014 | Yazeed Racing                      | Ford Fiesta RRC WRC  | MON    | SWE    | MEX    | POR    | ARG    | ITA    | POL    | FIN    | GER    | AUS    | FRA 14 | ESP    | GBR    |        |        |        | NK       | 0    |
| 2017 | C-Rally                            | Ford Fiesta R5       | MON    | SWE    | MEX    | FRA    | ARG    | POR    | ITA    | POL    | FIN    | GER    | ESP    | GBR 39 | AUS    |        |        |        | NK       | 0    |

## Külső hivatkozások
- Profilja a Stobart Motorsport honlapján
- Profilja a rallybase.nl honlapon